# Nationalpark Yaguas

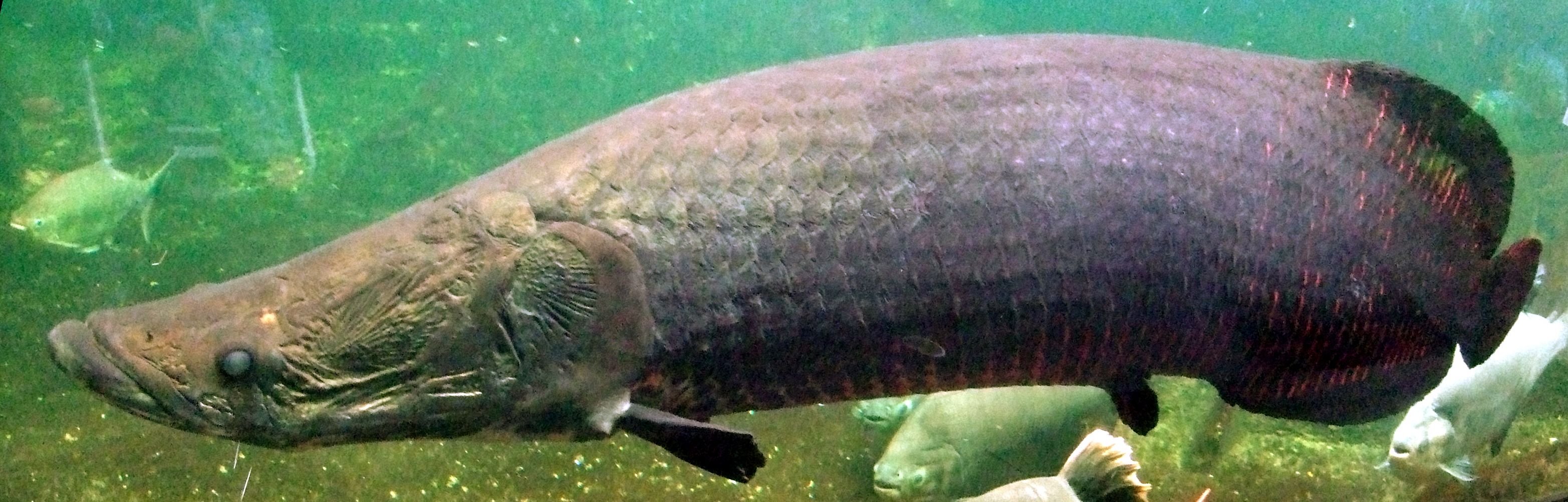
Arapaima gigas

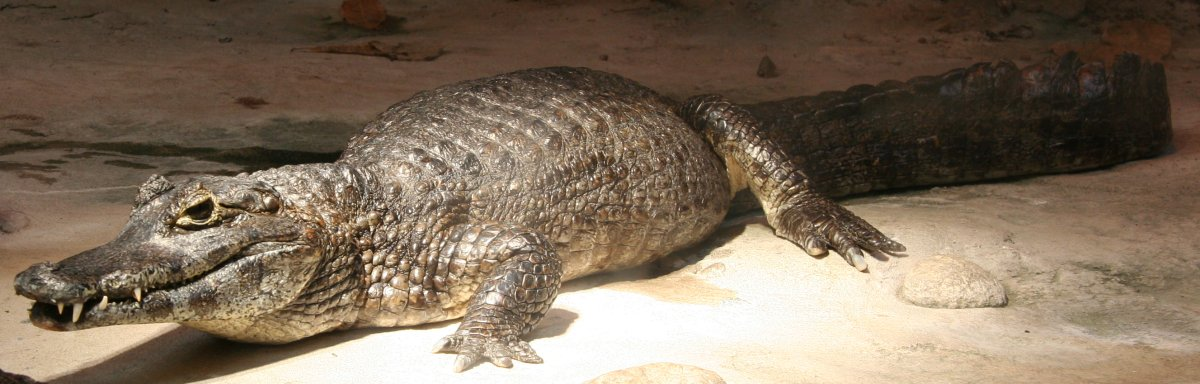
Krokodilkaiman

Der Nationalpark Yaguas, span. Parque Nacional Yaguas, liegt im Departamento Loreto nahe der kolumbianischen Grenze in Peru. Er ging aus dem am 26. Juli 2011 gegründeten Schutzgebiet Zona Reservada Yaguas hervor und wurde am 11. Januar 2018 zum Nationalpark erklärt. Er bedeckt eine Fläche von 8689 km² im tropischen Regenwald. Er umfasst das mittlere und obere Einzugsgebiet des Río Yaguas, ein Nebenfluss des Río Putumayo. Im Becken des Río Putumayo bildet er mit den Nationalparks Río Puré, Cahuinarí und Amacayacu in Kolumbien sowie den regionalen Schutzgebieten Maijuna Kichwa und Ampiyacu Apayacu sowie der Concesión para Conservación Javier Salazar in Peru einen riesigen Schutzkorridor.

## Geschichte
Der Nationalpark wurde auf Drängen der 23 umliegenden Indio-Gemeinden und weiterer Indigenen-Verbände geschaffen. Sie forderten im Juli 2017 in einem gemeinsamen Kommuniqué an die peruanische Regierung das Gebiet zum Nationalpark zu erklären, um den illegalen Holzschlag und das illegale Goldschürfen zu unterbinden.

## Klima
Es herrscht ein tropisches Klima mit 88 % Luftfeuchtigkeit vor. Die Mitteltemperatur liegt bei 27 °C und schwankt zwischen 21 °C und 32,3 °C. Der jährliche Niederschlag beträgt 2827 mm, die Regenzeit ist von Dezember bis Mai.

## Fauna
Es gibt im Nationalpark 600 Vogel-, 150 Säugetier-, 110 Amphibien- und 100 Reptilienarten. Zu den Tierarten gehören u. a. Brauner Wollaffe, Ameisenbär, Flachlandtapir, Riesenotter, Amazonas-Manati, Amazonasdelfin, Kaimane und Waldschildkröte. Es kommen außerdem 300 Fischarten vor, darunter solche, die sich nicht schwimmend durch den Wald bewegen, sich von Früchten ernähren und auf Zweigen leben, sowie der größte Süßwasserfisch der Welt, der Arapaima gigas. Im Schutzgebiet wurden in den Fischgattungen Ituglanis, Centromochlus, Mastiglanis, Batrochoglanis, Ancistrus, Ammocryptocharax, Characidium und Synbranchus neue Arten beschrieben. Ferner wurden in dem Gebiet drei Amphibien-Arten sowie eine Vogelart aus der Gattung Herpsilochmus neu beschrieben.

## Flora
Die häufigsten Baumarten im Nationalpark sind u. a. Sandbüchsenbaum, Cedrelinga cateniformis, Simarouba amara, Macrolobium acaciaefolium (Benth.) und Kapokbaum. Außerdem wurden vor kurzem Torfmoore entdeckt. In folgenden Pflanzengattungen wurden im Schutzgebiet neue Arten entdeckt: Aphelandra (Acanthaceae), Calathea (Marantaceae), Carpotroche (Achariaceae), Mayna (Achariaceae), Cyclanthus (Cyclanthaceae), Pausandra (Euphorbiaceae) und Palmorchis (Orchidaceae).